# Mission Bend
Mission Bend és una concentració de població designada pel cens dels Estats Units a l'estat de Texas. Segons el cens del 2000 tenia 30.831 habitants.

## Demografia
Segons el cens del 2000, Mission Bend tenia 30.831 habitants, 8.978 habitatges, i 7.864 famílies. La densitat de població era de 2.276,1 habitants/km².
Dels 8.978 habitatges en un 55,7% hi vivien nens de menys de 18 anys, en un 70,5% hi vivien parelles casades, en un 12,5% dones solteres, i en un 12,4% no eren unitats familiars. En el 9,5% dels habitatges hi vivien persones soles l'1,1% de les quals corresponia a persones de 65 anys o més que vivien soles. El nombre mitjà de persones vivint en cada habitatge era de 3,43 i el nombre mitjà de persones que vivien en cada família era de 3,67.
Per edats la població es repartia de la següent manera: un 33,7% tenia menys de 18 anys, un 8,1% entre 18 i 24, un 32,9% entre 25 i 44, un 21,4% de 45 a 60 i un 3,9% 65 anys o més.
L'edat mediana era de 32 anys. Per cada 100 dones de 18 o més anys hi havia 92,2 homes.
La renda mediana per habitatge era de 60.222 $ i la renda mediana per família de 60.999 $. Els homes tenien una renda mediana de 39.323 $ mentre que les dones 31.119 $. La renda per capita de la població era de 20.029 $. Aproximadament el 4,5% de les famílies i el 5,7% de la població estaven per davall del llindar de pobresa.

## Poblacions més properes
El següent diagrama mostra les poblacions més properes.